# Опсікіон
Фема Опсікіон або Опсікій (грец. θέμα Ὀψικίου, Ὀψίκιον) — військово-адміністративна одиниця (фема) Візантійської імперії, яка розташовувалась у північно-західній частині Малої Азії (сучасна Туреччина). Отримала назву від лат. obsequium, тобто «почет» (військовий почет, або дружина). Утворено у 620-х роках. Припинила існування у 1234 році внаслідок адміністративної реформи.

## Історія
Була створена на основі презентального війська, що розташовувалося поблизу Константинополя. Точна дата утворення феми невідома, проте Опсікіон був однією зі давніших фем, створених імператором Іраклієм. Перша згадка про неї припадає на 615 рік, коли імператор призначив комітом Опсікія магістра оффіцій Бона. Втім, на той час Опсікіон являв не адміністративну одиницю, а елітну військову частину, що розташовувалася в Константинополі.
Фема на першому етапі свого існування охоплювала північний захід Малої Азії від протоки Дарданелли та річки Галіс: Мізію, Віфінію, частину Галатії, Лідію і західну Пафлагонію. Є версія, що на початку до неї входила також Фракія. Спочатку його столицею було місто Анкіра. З огляду на стратегічне розташування очільниками феми зазвичай ставали родичі імператорів або члени їх почту. Юстиніан II переселив до феми 30 тис. (за іншими відомостями 80 тис.) слов'ян з Балкан, сподіваючись зробити з них потужні загони проти арабів.
Опсікій, маючи вигідне розташування неподалік від столиці імперії, значні багатства, щільне населення, часто був центром повстань проти імператорської влади. 668 року коміт Мецетій узурпував трон, вбивши імператора Константа II. 713 року тут стався заколот проти імператора Філіппіка, внаслідок чого війська оголосили новим володарем Анастасія II. 715 року війська Опсікіона повалили Анастасія II, поставивши імператором Феодосія III. 716 року Опсікіон виступив на стороні Льва III Ісавра, але в 718 році війська феми виступили проти останнього, однак зазнали поразки.
За часів Ісаврійської династії Опсікійська фема стає базою для прихильників іконошанування на противагу імператорам-іконоборцям. У 741 роках коміт Артабаст використовував фему для захоплення влади за часів імператора Костянтина V. Після повалення Артабаста у 740-х роках з Опсікійської феми було виокремлено феми Букеларії й Оптіматон. Водночас в Опсікії розташувалися нові частини, що були іконоборцями, які підпорядковувалися імператорові, а коміту — лише загони стратіотів.
У 766 році придушено нове повстання військ Опсікіона на чолі із комітом Давидом (до якого доєдналося 19 стратегів та сановників) проти імператора Костянтина V, але змову було викрито та заколот швидко придушено. 820 року Опсікіон залишився вірним імператору Михаїлу II Травлу у протистоянні з повсталими Фоми Слов'янина.
У 866 році стратег Георгій Пегані разом зі стратегом Фракісійської феми Сімбатієм повстав проти імператора Василя I, проте виступ було придушено. До кінця IX століття в долі Опсікіона почалися зміни: фема змінила свій статус з елітної на кіннотну, її підрозділи були поділені на турми.
У 932 році у фемі почалося повстання Василія Мідної Руки проти імператора Романа I, але зазнало поразки, а очільника було схоплено й страчено.
У 1080—1081 роках скориставшись боротьбою за імператорський трон землі феми було захоплено султаном Сулейманом ібн Кутулмишем. Лише в результаті Першого хрестового походу у 1090-х роках візантійська імперія зуміла відновити владу на цих землях. За наказом імператора Олексія I фему було відновлено. За часів імператорів династії Комнінів — пережила новий розквіт.
У 1204 році після падіння Константинополя (захопленого учасниками IV хрестового походу) західні турми феми стали частиною Латинської імперії, в той час, як адміністративний центр Опсікіона — Нікея — став столицею Нікейської імперії. 1224 року нікейський імператор Йоан III відвоював втрачені землі. 1234 року була об'єднана з Егейською фемою.

## Адміністрація
Спочатку на чолі феми призначався коміт з титул патрикиія або протоспафарія (у 766—860-х роках знижено до спафарія, а потім відновлено). Сама фема поділялася на доместікати, що формувалися на основі військових частин оптиматів (готів-федератів) та букелларіїв (елітні частини легкої кінноти)). Війська феми складали 18 тис. вояків.
З 870-х років намісник отримав звання стратега. Він отримував платню в 30 лібрів золота. Війська феми складали 6 тис. вояків. Адміністративним центром стало місто Нікея. Імператор Костянтин VII у своїй праці «Про управління імперією» згадує такі міста феми: Котієй, Дорілей, Мідайон, Апамея, Мірлея, Лампсак, Паріон, Кізік і Абідос.
За часів Нікейської імперії на чолі феми стояв дука (дукс).

## Відомі стратеги
- Мецетій (668)
- Феодор (680—681)
- Вараз-Бакур (705—711)
- Ісой (711)
- Георгій Вурам (711—713)
- Артабаст (727—741)
- Давид (760-ті)
- Микита (поч. 780-ті)
- Катакіла (820-ті)